# Peter Lichter

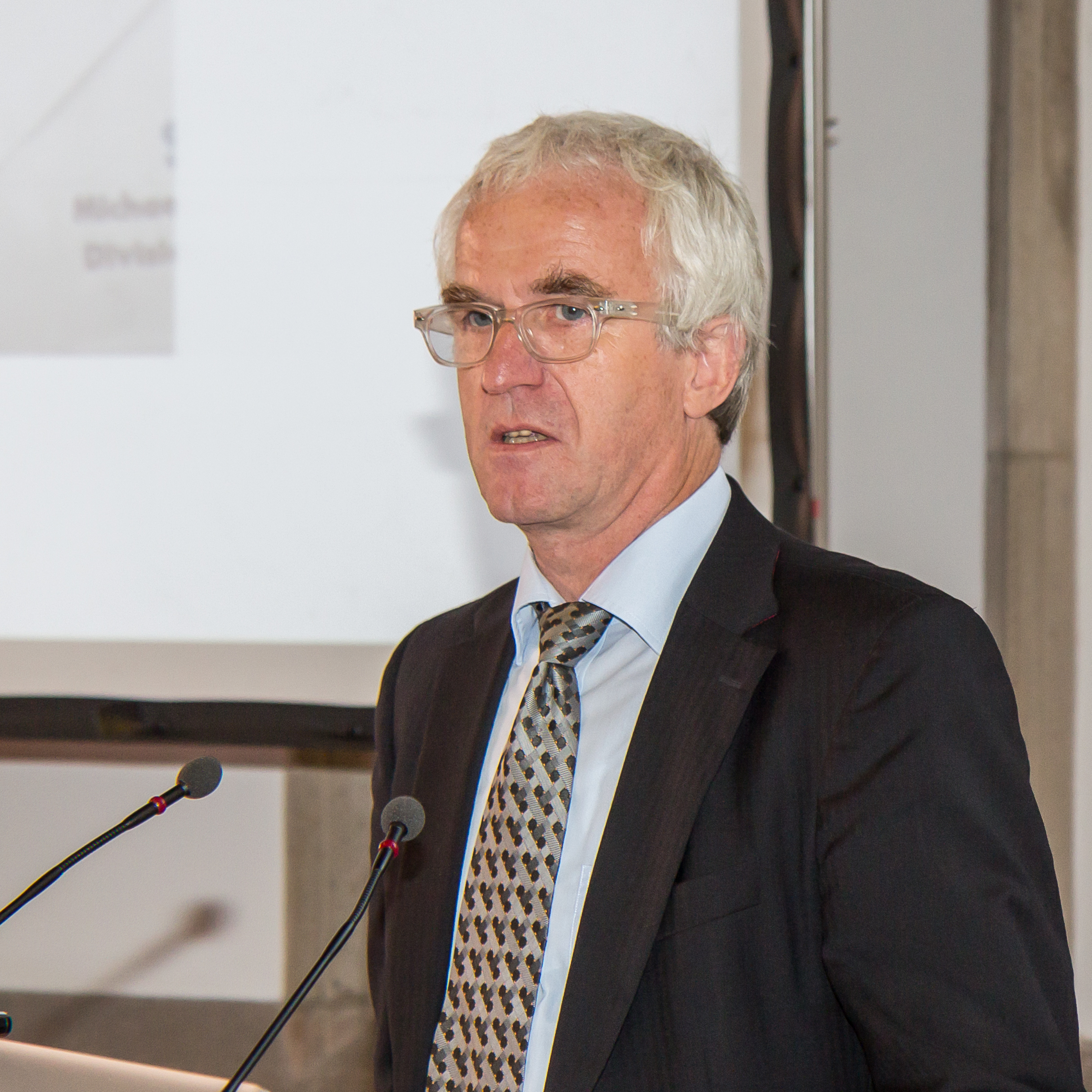
Peter Lichter, 2016

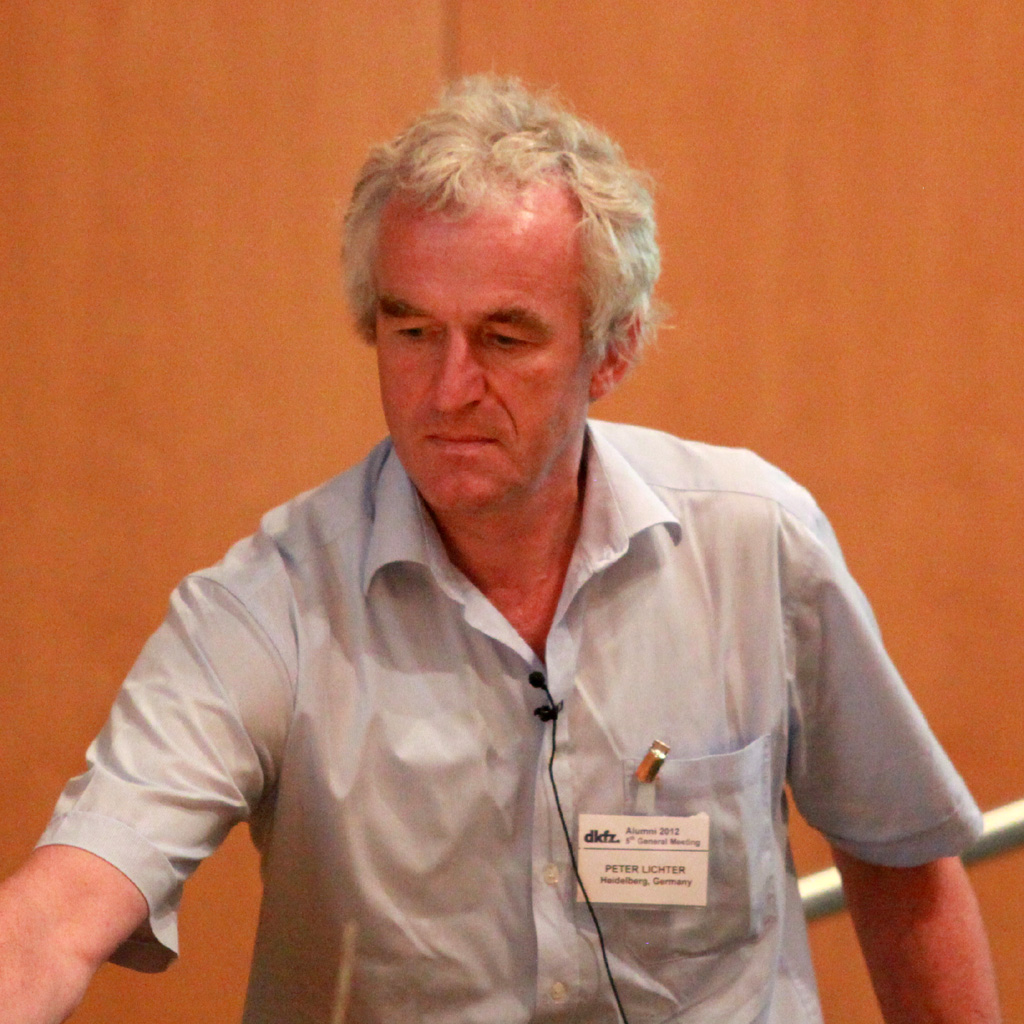
Peter Lichter (Juni 2012)

Peter Lichter (* 16. Oktober 1957 in Mannheim) ist ein deutscher Biologe und Hochschullehrer.

## Werdegang und Arbeitsgebiete
Lichter studierte von 1977 bis 1983 an der Universität Heidelberg Biologie. Seine Dissertation Struktur und Expression genomischer Information für die schwere Kette eines menschlichen Myosins, über die er 1986 promoviert wurde, fertigte er am Max-Planck-Institut für medizinische Forschung in Heidelberg an. Danach war Lichter vier Jahre als Post-Doktorand an der School of Medicine in Yale (USA) beschäftigt. 1990 ging er zurück nach Heidelberg an das Deutsche Krebsforschungszentrum (DKFZ), wo er Leiter der Projektgruppe „Organisation komplexer Genome“ wurde. 1992 wurde er am DKFZ Abteilungsleiter und 1995 wurde er an der Universität Heidelberg habilitiert. Er erhielt die Venia legendi für Molekulare Humangenetik. Im Jahr 2000 wurde Lichter an der Universität Heidelberg C4-Professor.
Lichters Arbeitsgebiete umfassen die Pathomechanismen der Tumorentstehung, Tumormarker, die molekulare Charakterisierung von Tumorzellen sowie deren Genomorganisation und Genfunktionen.
Er arbeitet an In-situ-Hybridisierungsverfahren für die Genlokalisierung, an der hochauflösenden Kartierung von Chromosomenaberrationen und an der Genkartierung. Sein Spezialgebiet sind Leukämien, vor allem die chronische lymphatische Leukämie, an der er unter anderem genetische Veränderungen kartierte. Von Lichter kamen maßgebliche Beiträge zu den ersten Darstellungen einzelner humaner Chromosomen in der Metaphase-Spreitung und in den Zellkernen. Dazu verwendete er chromosomenspezifische Sonden für die Fluoreszenz-in-situ-Hybridisierung.

## Auszeichnungen und Mitgliedschaften
- 2015 Johann-Georg-Zimmermann-Medaille
- 2012 Jacob-Henle-Medaille
- 2008 Mitglied der European Molecular Biology Organization (EMBO)
- 2004 Mitglied der Deutschen Akademie der Naturforscher Leopoldina[5]
- 2003 Deutsche Krebshilfe Preis
- 2002 Deutscher Krebspreis zusammen mit Klaus-Michael Debatin

## Veröffentlichungen (Auswahl)
- D. Mertens, S. Wolf, C. Tschuch, C. Mund, D. Kienle, S. Ohl, P. Schroeter, F. Lyko, H. Döhner, S. Stilgenbauer, P. Lichter: Allelic silencing at the tumor-suppressor locus 13q14.3 suggests an epigenetic tumor-suppressor mechanism. In: Proceedings of the National Academy of Sciences. Band 103, Nummer 20, Mai 2006, S. 7741–7746, ISSN 0027-8424. doi:10.1073/pnas.0600494103. PMID 16684883. PMC 1472515 (freier Volltext).
- S. M. Görisch, M. Wachsmuth, C. Ittrich, C. P. Bacher, K. Rippe, P. Lichter: Nuclear body movement is determined by chromatin accessibility and dynamics. In: Proceedings of the National Academy of Sciences. Band 101, Nummer 36, September 2004, S. 13221–13226, ISSN 0027-8424. doi:10.1073/pnas.0402958101. PMID 15331777. PMC 516551 (freier Volltext).
- H. Döhner, S. Stilgenbauer, A. Benner, E. Leupolt, A. Kröber, L. Bullinger, K. Döhner, M. Bentz, P. Lichter: Genomic aberrations and survival in chronic lymphocytic leukemia. In: New England Journal of Medicine. Band 343, Nummer 26, Dezember 2000, S. 1910–1916, ISSN 0028-4793. doi:10.1056/NEJM200012283432602. PMID 11136261.
- P. Lichter, C. J. Tang, K. Call, G. Hermanson, G. A. Evans, D. Housman, D. C. Ward: High-resolution mapping of human chromosome 11 by in situ hybridization with cosmid clones. In: Science. Band 247, Nummer 4938, Januar 1990, S. 64–69, ISSN 0036-8075. PMID 2294592.